# Brockton (Ontario)
Brockton è un comune del Canada, situato nella provincia dell'Ontario, nella contea di Bruce.